# Michael Booker (Eiskunstläufer)
Michael Robert Booker (* 16. April 1937 in Islington, England) ist ein ehemaliger britischer Eiskunstläufer, der im Einzellauf startete.
Von 1953 bis 1958 wurde er sechsmal in Folge britischer Meister. Im gleichen Zeitraum nahm er an allen Europameisterschaften und Weltmeisterschaften teil. Bei den Europameisterschaften war er dabei nie schlechter als Vierter. 1955 und 1956 wurde er Vize-Europameister hinter Alain Giletti und 1957 gewann er Bronze. Bei den Weltmeisterschaften war sein bestes Ergebnis der fünfte Platz 1956. In diesem Jahr nahm er auch an den Olympischen Spielen in Cortina d’Ampezzo teil und beendete sie auf dem sechsten Platz.

## Ergebnisse
| Wettbewerb / Jahr         | 1953 | 1954 | 1955 | 1956 | 1957 | 1958 |
| ------------------------- | ---- | ---- | ---- | ---- | ---- | ---- |
| Olympische Winterspiele   |      |      |      | 6.   |      |      |
| Weltmeisterschaften       | 9.   | 6.   | 6.   | 5.   | 10.  | 8.   |
| Europameisterschaften     | 4.   | 4.   | 2.   | 2.   | 3.   | 4.   |
| Britische Meisterschaften | 1.   | 1.   | 1.   | 1.   | 1.   | 1.   |